# Энтада
Энта́да (лат. Entada) — род растений семейства Бобовые, включающий в себя около 30 видов деревьев, кустарников и лиан. Из них 21 вид произрастает в Африке, 6 видов в Азии, два вида в тропической Америке и один имеет пантропическое распространение.

## Описание
Небольшие деревья или древесные лианы; листья — двоякоперистые с многочисленными мелкими листочками. Плоды представляют собой крупные бобы со створками, плоскими по краям и вздувающимися над семенами. Созревшие семена отламываются вместе с соответствующими участками створок, играющими роль крыла при переносе ветром или морской водой.
Наиболее крупные бобы — у вида Entada rheedii («морские бобы»; синоним — Entada pursaetha); в длину они достигают 120—130 см. Из семян этих бобов готовят напиток, заменяющий кофе.

## Виды
По информации базы данных The Plant List, род включает 29 видов:
- Entada abyssinica A.Rich. — Энтада абиссинская
- Entada africana Guill. & Perr. — Энтада африканская
- Entada arenaria Schinz
- Entada bacillaris F.White
- Entada borneensis Ridl.
- Entada camerunensis Villiers
- Entada chrysostachys (Benth.) Drake
- Entada dolichorrhachis Brenan
- Entada gigas (L.) Fawc. & Rendle
- Entada glandulosa Gagnep.
- Entada hockii De Wild.
- Entada leptostachya Harms
- Entada louvelii (R.Vig.) Brenan
- Entada mannii (Oliv.) Tisser.
- Entada mossambicensis Torre
- Entada nudiflora Brenan
- Entada parvifolia Merr.
- Entada pervillei (Vatke) R.Vig.
- Entada phaneroneura Brenan
- Entada phaseoloides (L.) Merr. — Энтада фасолевидная
- Entada polyphylla Benth.
- Entada polystachya (L.) DC.
- Entada reticulata Gagnep.
- Entada rheedii Spreng.
- Entada spinescens Brenan
- Entada spiralis Ridl.
- Entada stuhlmannii (Taub.) Harms
- Entada tuberosa R.Vig.
- Entada wahlbergii Harv.

### Плоды и семена некоторых видов родаEntada
|  |  |  |